# Вонон II (цар Парфії)
Вонон II (парф. Vonūn) (51 р.) — цар Парфії з династії Аршакідів. За часів царювання братів Готарза та  Вардана був царем Мідії. Після вбивства Готарза став царем Парфії і, процарювавши декілька місяців, помер у тому ж році. Йому наслідував син Вологез.